# Rhynchopyga subflamma
Rhynchopyga subflamma är en fjärilsart som beskrevs av Druce 1884. Rhynchopyga subflamma ingår i släktet Rhynchopyga och familjen björnspinnare. Inga underarter finns listade.